# Gałata (wieś)
Gałata (bułg. Галата) – wieś w Bułgarii, w obwodzie Łowecz, w gminie Tetewen. Według danych szacunkowych Ujednoliconego Systemu Ewidencji Ludności oraz Usług Administracyjnych dla Ludności, 15 września 2022 roku miejscowość liczyła 2441 mieszkańców.

## Historia
W rejestrach osmańskich z lat 1642–1873 we wsi Gałata nie odnotowano żadnych niemuzułmanów. W ramach komunistycznego Procesu Odrodzenia w połowie lat 70 imiona mieszkańców wioski zmieniono, podczas tego procesu, we wsi wielu zostało aresztowanych, a dwóch zmarło po zwolnieniu w wyniku pobicia i zapalenia płuc, które rozwinęło się w areszcie.